# تویوتا اس‌ای
تویوتا اس‌ای (Toyota SA) خودرویی است که در سال‌های اکتبر ۱۹۴۷ تا May ۱۹۵۲توسط تویوتا تولید شده‌است. است. سیستم جعبه‌دندهٔ آن به صورت دستی است.